# Javier García de Jalón
Javier García de Jalón (Zaragoza, 27 de mayo de 1949-Madrid, 31 de enero de 2025)fue un ingeniero industrial, y catedrático español de Ingeniería Mecánica y Matemática Aplicada en las Universidades de Navarra, País Vasco y Politécnica de Madrid. Entre sus investigaciones se centró en el área de los métodos numéricos aplicados a la simulación dinámica de máquinas y mecanismos.

## Biografía
Javier nació en Zaragoza (1949). Durante su juventud se trasladó a San Sebastián (1967) donde realizó sus estudios de Ingeniería Industrial en la Escuela Superior de Ingenieros de San Sebastián (TECNUN), que había sido inaugurada cinco años antes. En 1971 comenzó su carrera docente en TECNUN, compatibilizando sus clases con la realización de la tesis doctoral, dirigida por José María Bastero. Años después consiguió la cátedra en Matemática Aplicada (1980) y en Ingeniería Mecánica (1982).Anteriormente (1977) dio clases en asignaturas relacionadas con los mecanismos y las máquinas, en la Escuela de Ingeniería de Bilbao (Universidad del País Vasco).
Fue miembro del Opus Dei desde su juventud.
En TECNUN ocupó diversos cargos: subdirector del Centro de Cálculo del CEIT (1974), director del departamento de Ingeniería Mecánica Aplicada (1980) y subdirector de la Escuela de Ingeniería (hasta 1996). En 2002 se trasladó a Madrid, donde continuó su labor docente en la Escuela Técnica Superior de Ingenieros Industriales de la Universidad Politécnica de Madrid (2002-2017). En 2015, perdió parte de la vista, como consecuencia de un glaucoma.Al año siguiente, había sido diagnosticado de ELA.
Durante su enfermedad, fue un activo defensor de los cuidados paliativos frente a políticas eutanásicas.
Falleció a consecuencia de la esclerosis lateral amiotrófica en Madrid, el 31 de enero de 2025.

## Premios
Ha sido distinguido con diversos premios, entre los que se encuentran los siguientes:
- Accésit al Premio Nacional Fin de Carrera (1971)
- Premio D’Alembert (2011), otorgado por el Comité Técnico sobre Sistemas Multicuerpo y Dinámica no Lineal de ASME-Sociedad Estadounidense de Ingenieros Mecánicos.[9]
- IFToMM Award of Merit (2011), asignado por la International Federation for the Promotion of Mechanism and Machine Science, por su investigación en el área de los métodos numéricos aplicados a la simulación dinámica de máquinas y mecanismos.[3][10]
- Ingeniero Laureado por la Real Academia de Ingeniería de Madrid (2019).[11][12]